# Toro Rosso STR3
Chronologie des modèles (2008)
Toro Rosso STR2 Toro Rosso STR4
La Toro Rosso STR3 est la seconde monoplace engagée par l'écurie Scuderia Toro Rosso lors de la saison 2008 du championnat du monde de Formule 1. Cette monoplace, qui succède à la STR2B, a été engagée sur treize Grands Prix et a permis à l'écurie de gagner son premier Grand Prix grâce à Sebastian Vettel en Italie.

## Historique
La Toro Rosso STR3 est finalisée avec beaucoup de retard et n'a pris la succession de la STR2B (évolution de la STR2 de 2007) qu'à partir du Grand Prix de Monaco 2008. Son châssis est dérivé de celui de la Red Bull RB4 mais elle est motorisée par un moteur Ferrari qui développe trente chevaux de plus que le V8 Renault Sport. Ascanelli, pour faciliter le développement et la maintenance de la monoplace, n'a pas repris l'intégralité des évolutions issues de Red Bull mais a axé son travail sur certains éléments sur lesquels il était capable d'intervenir avec des moyens financiers et techniques plus limités que Red Bull Racing.
Après des débuts difficiles, des améliorations apparaissent dès le Grand Prix de France à Magny-Cours et permettent à la monoplace de réaliser une fin de saison honorable. La STR3 a récolté un total de 33 points dans la saison. Au Grand Prix de Belgique, les deux Toro Rosso terminent pour la première fois toutes deux dans les points (Vettel 5e et Bourdais 7e). Au Grand Prix d'Italie, Sebastian Vettel et Sébastien Bourdais réalisent leurs meilleures qualifications de l'année : Bourdais se qualifie pour la première fois de sa carrière en seconde ligne (quatrième) tandis que Vettel remporte le premier Grand Prix de l'histoire de l'écurie (après une quarantaine de tours en tête) disputé sous la pluie après avoir signé la première pole position de l'écurie la veille. À 21 ans, il devient le plus jeune poleman et le plus jeune vainqueur de l'histoire de la Formule 1. Il s'agit de la première pole et première victoire d'un moteur Ferrari dans une autre écurie.

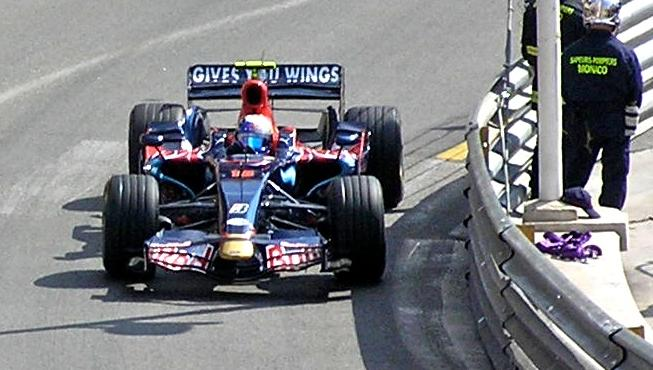
La Toro Rosso STR3 lors de sa première course à Monaco avec Sébastien Bourdais

## Résultats en championnat du monde de Formule 1
| Saison | Écurie              | Moteur     | Pneus       | Pilotes            | Courses | Courses | Courses | Courses | Courses | Courses | Courses | Courses | Courses | Courses | Courses | Courses | Courses | Courses | Courses | Courses | Courses | Courses | Points inscrits | Classement |
| Saison | Écurie              | Moteur     | Pneus       | Pilotes            | 1       | 2       | 3       | 4       | 5       | 6       | 7       | 8       | 9       | 10      | 11      | 12      | 13      | 14      | 15      | 16      | 17      | 18      | Points inscrits | Classement |
| ------ | ------------------- | ---------- | ----------- | ------------------ | ------- | ------- | ------- | ------- | ------- | ------- | ------- | ------- | ------- | ------- | ------- | ------- | ------- | ------- | ------- | ------- | ------- | ------- | --------------- | ---------- |
| 2008   | Scuderia Toro Rosso | Ferrari V8 | Bridgestone |                    | AUS     | MAL     | BAH     | ESP     | TUR     | MON     | CAN     | FRA     | GBR     | ALL     | HON     | EUR     | BEL     | ITA     | SIN     | JAP     | CHI     | BRÉ     | 39*             | 6e         |
| 2008   | Scuderia Toro Rosso | Ferrari V8 | Bridgestone | Sébastien Bourdais |         |         |         |         |         | Abd     | 13e     | 17e     | 11e     | 12e     | 18e     | 10e     | 7e      | 18e     | 12e     | 10e     | 13e     | 14e     | 39*             | 6e         |
| 2008   | Scuderia Toro Rosso | Ferrari V8 | Bridgestone | Sebastian Vettel   |         |         |         |         |         | 5e      | 8e      | 12e     | Abd     | 8e      | Abd     | 6e      | 5e      | 1er     | 5e      | 6e      | 9e      | 4e      | 39*             | 6e         |

Légende : ici
- * :  2 points marqués avec la Toro Rosso STR2B